# José María López
José María "Pechito" López, född 26 april 1983 i Río Tercero nära Córdoba, är en argentinsk racerförare som kör för Dragon i Formel E.

## Racingkarriär
López betraktades under 2002 och 2003, efter att ha vunnit Formula Renault 2.0 Italia 2002 och Formula Renault V6 Eurocup 2003, som en framtida storstjärna inom racingen. Han bytte sedan till Formel 3000 där han slutade på en sjätte plats 2004. 
López körde de två följande säsongerna i GP2-serien, där han blev nia 2005 och tia 2006. De resultaten räckte dock inte till för att formel 1-stallet Renault, som ägde rättigheterna till hans kontrakt, ens skulle låta honom bli testförare. Han återvände hem till Argentina, där han tävlade i den lokala standardvagnsserien TC2000, vilken han blev mästare i år 2008. Efter en framgångsrik säsong 2009 sades López vara på väg till USF1 inför 2010 års formel 1, beroende på om han skulle få tillräckligt med sponsorpengar, vilket han fick. Han bekräftades den 23 januari 2010.